# ハワイ日本文化センター
ハワイ日本文化センター（ハワイにほんぶんかセンター、英語: Japanese Cultural Center of Hawaii、略称: JCCH）は、アメリカ合衆国ハワイ州ホノルル市郡モイリイリに所在する、太平洋戦争中の抑留をはじめとする、ハワイにおける日本人移民の足跡を伝承・展示している歴史博物館である。

## 設立の経緯
JCCHの建設は、1985年の官約移民100周年を記念して、ホノルル日本人商工会議所の有志により、日本の文化や日本人移民がハワイに持ち込んだ事で、独特の進化を遂げた文化を学び、体験できる施設を、創設する計画が立てられた事から始まった。
1987年5月28日に、ホノルルの日系人密集地区であるモイリイリで、JCCHは開館した。その後も、JCCHのファンドレイジング委員会は、1989年までに経団連をはじめとする、日本の団体・企業より750万ドルを調達。それを元手に土地を購入し、1991年と1994年に2つのビルを完成させた。

## 売却の危機
2002年初頭には、JCCHが800万ドルの負債を抱えて、売却を迫られているという事が判明した。
原因は、上述した1994年完成の第2ビルの総工費1,080万ドルを賄うため、セントラル・パシフィック・バンクやシティ・バンク・オブ・ホノルル、バンク・オブ・ハワイ、ファースト・ハワイアン・バンクといった地元銀行から、20年ローンで建設費用を借用したものの、日本におけるバブル崩壊の煽りを受け、JCCHの歳入が減少した事にあった。
同年9月には、JCCHの理事会によって、センターの土地と建物が、1,100万ドルで売却される案が上がっている事と、期限である12月末までに負債の返済を完了できない場合、土地と建物は、抵当物受け戻し権喪失手続きを取られる事が、明らかになった。
これを期に、売却に反対する会員達は、10月初旬に「センターを救う会」を立ち上げた。翌11月中旬より、個人を対象とした草の根運動と、企業などを対象とした大口寄付のキャンペーンの2つを平行させる形で、募金活動を開始。州内だけではなく、本土にも支援を呼び掛けた。
結果として、12月30日までに600万ドルの寄付金が集まったものの、4行からの負債額である750万ドルには届かなかった。しかし、12月31日に行われたJCCHと4行による、11時間にも及ぶ協議の結果、翌2003年1月31日までに、支払期限は延長される事となった。そして、最終期限日までに、ファースト・ハワイアン・バンク傘下の慈善団体から、50万ドルの寄付がなされただけでなく、150万ドルに及ぶ4行からの利子も、免除される事となった。これによりJCCHは、辛うじて売却の危機を、乗り切る事に成功した。

## 「おかげさまで」

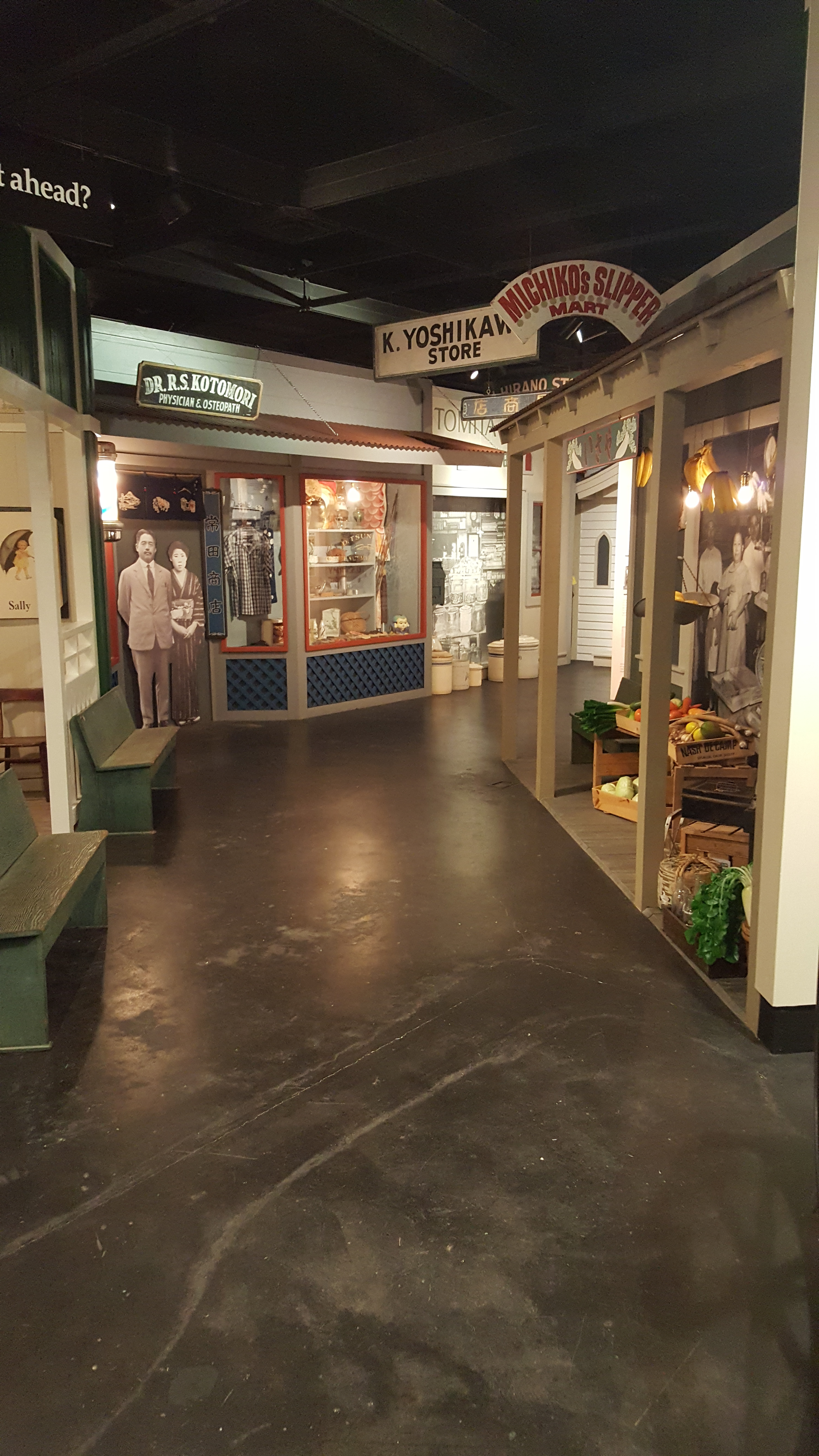
戦前の日系商店を再現した「おかげさまで」のコーナー

JCCHでは、日系人の歴史と文化的遺産を残す事を目的として、先祖の努力のおかげで、日系人の今日がある、という感謝の意が込められた「おかげさまで（I am what I am, because of you）」と題した展示場が、第2ビルに設けられている。
1868年に初めて日本からハワイに渡った「元年者」と、1885年に始まった官約移民の紹介を皮切りに、1世達のサトウキビ農園おける労働や、当時の住居の様子が、彼等が日本から持ち込んだ日用品・台所用品・神棚・仏壇など、その子孫達により寄附された品々と共に、展示紹介されている。更に展示は、写真花嫁、農園での賃金改善を求めたストライキの様子、日系商店や街中の風景、第二次世界大戦の勃発に伴い編成された第442連隊戦闘団・第100歩兵大隊・陸軍情報部を描写したものなどに移る。戦後のコーナーでは、日系人として初めて宇宙飛行士に選ばれながらも、1986年のチャレンジャー号爆発事故で殉職した、エリソン・オニヅカに纏わるものも、取り上げられている。
また、展示場の入口には、開設にあたって2世達から重んじている価値観として挙げられた、「犠牲」「義理」「名誉」「恥（と）誇り」「責任」「忠義」「感謝」「仕方がない」「頑張り」「我慢」「恩」「孝行」といった日本語が刻まれた、12本の石柱の模型が立てられている。

## ホノウリウリ抑留キャンプの発掘
1998年に、地元テレビ局のKHNLからJCCHに、ホノウリウリ抑留キャンプの場所に関して問い合わせがあった。しかし、地元住民ですらその殆どが、ハワイに強制収容所があった事自体を、知らなかったという。
その事からJCCHは、同キャンプの正確な場所を探すべく、関連する手紙や写真・イラスト・口述記録などを収集した。2002年には、JCCHのボランティアが、偶然にもコンクリート製の水路と金属製のパイプを発見した。これを機に、ハワイ大学ウエストオアフ校の研究チームによる、専門的な発掘調査が行われる事となった。その後、JCCHは国立公園局に対して、キャンプの跡地をナショナル・モニュメントに指定するよう、積極的に働きかけるようになった。
その甲斐もあって、バラク・オバマ大統領は同跡地を、2012年2月21日に国家歴史登録財、2015年2月19日には国立史跡に、それぞれ指定した。
これに伴い、JCCHは連邦政府より「同跡地を調査・保存し、ハワイにおいて強制収容が行われた史実を、広く啓蒙する」事を名目とした補助金を獲得。2016年10月26日には、同補助金を元手に、キャンプの写真や元収容者達の証言を収めたビデオ、収容者達が当時作成・使用した数々の遺物などを展示した、「ホノウリウリ教育センター」を開設した。

## ニューイヤーズ・オハナ・フェスティバル
1月初旬には、正月祝いと日本とハワイの文化交流を目的とした「ニューイヤーズ・オハナ・フェスティバル」が、1993年より毎年実施されている。同フェスティバルでは、日本料理の提供のほか、餅つき大会や太鼓・剣道・空手・相撲などのデモンストレーション、茶道・盆栽・民芸品作成の体験コーナーなどが、実施されている。